# أبو البختري بن هاشم
أبو البختري بن هشام هو العاص بن هشام (وقيل هاشم) بن الحارث بن أسد بن عبد العزى بن قصي. من زعماء قريش في الجاهلية. كان من الذين نقضوا الصحيفة التي قاطع بها مشركو مكة بني هاشم والمسلمين. ولم يكن من الذين يؤذون النبي محمد، بل كان يكف الناس عنه أول أمر الدعوة. والده هو ابن عم السيدة خديجة بنت خويلد. 
حضر مع المشركين موقعة بدر في العام الثاني للهجرة (624م)، ونهى النبي محمد عن قتله. إلاّ أن الصحابي المجذر بن زياد البلوي قتله، ثم اعتذر إلى النبي فقال:«والذي بعثك بالحق لقد جهدت عليه أن يستأسر فآتيك به فأبى إلاّ أن يقاتلني، فقاتلته فقتلته»، إذ أنه حين التقى به في ميدان المعركة قال المجذر:" إن رسول الله ﷺ قد نهانا عن قتلك "، فقال أبو البختري:«وزميلي» (يعني زميله جنادة بن مليحة بن زهير بن الحارث بن أسد الليثي الذي خرج معه من مكة)، فقال المجذر:" لا والله، ما نحن بتاركي زميلك، ما أمرنا رسول الله ﷺ إلا بك وحدك "، فقال أبو البختري:«لا والله، إذن لأموتن أنا وهو جميعا، لا تتحدث عني نساء مكة أني تركت زميلي حرصا على الحياة».  
أسلم ابنه الأسود بن أبي البختري.   

## أنظر أيضاً
- المجذر بن زياد البلوي.
- غزوة بدر.
- الأسود بن أبي البختري.